# Christine Boutin

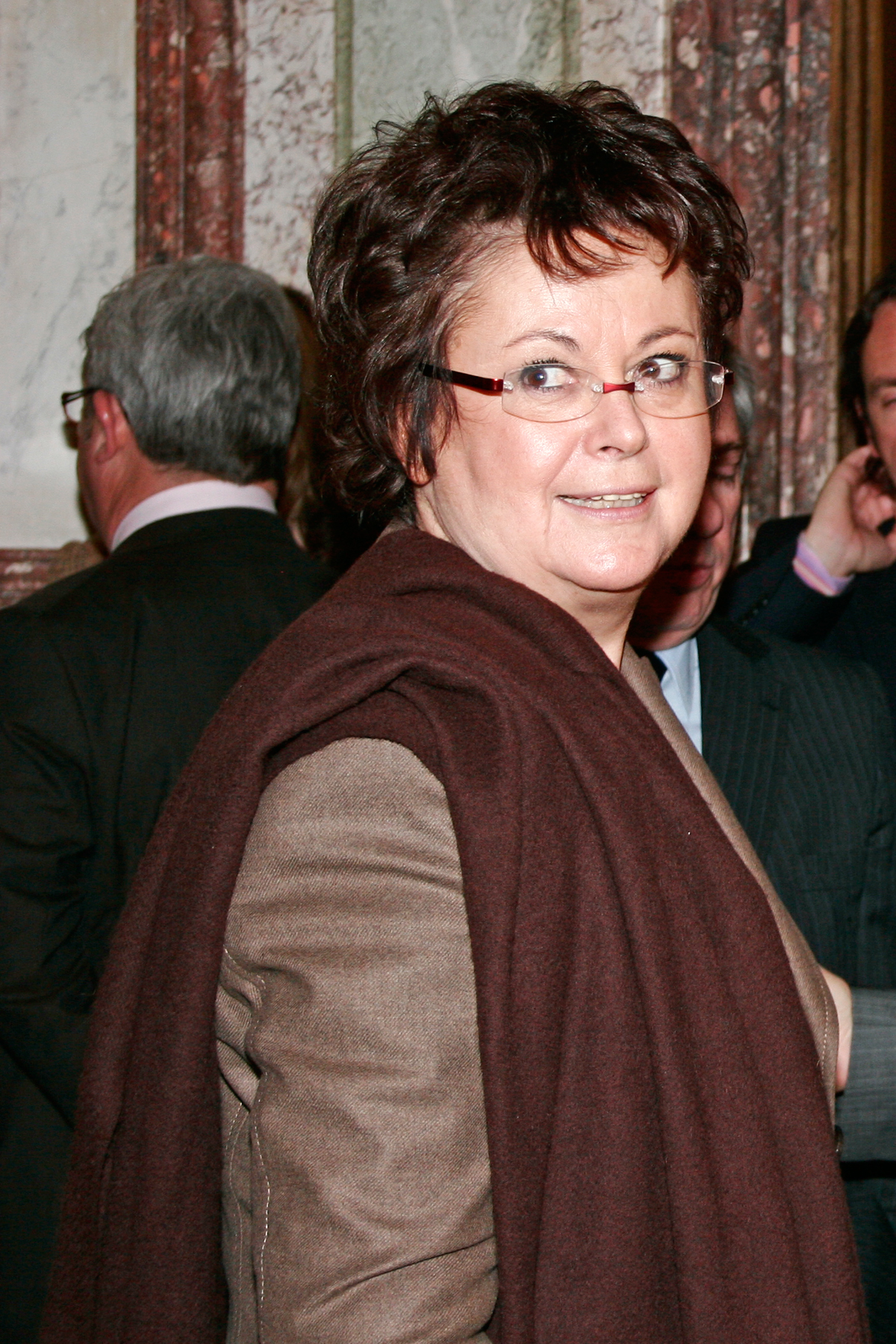
Christine Boutin

Christine Boutin, född den 6 februari 1944 i Levroux, är en fransk politiker (Parti chrétien-démocrate, kristdemokraterna). År 1986-2007 var hon medlem av den franska nationalförsamlingen varefter hon utnämndes till minister för bostäder och urban utveckling av president Nicolas Sarkozy.  Boutin var kandidat i presidentvalet i Frankrike 2002 där hon fick 1,19% av rösterna i första valomgången.

## Politiska åsikter och utspel

### 9/11-attacken mot World Trade Center
I en intervju i november 2006 (publicerad 2007) har Boutin sagt att George W. Bush möjligen hade något att göra med 9/11-attacken. Då hon fick frågan om hon trodde att Bush-administrationen stod bakom 9/11-attacken svarade hon: 
"Jag tror att det är möjligt... jag tror att det är möjligt. Jag tror det speciellt eftersom jag vet att de webbplatser som diskuterar denna fråga är de webbplatser som har det största antalet besök... Så jag säger till mig själv, jag som är mycket känslig för problematiken med nya tekniker för information och kommunikation, att detta uttryck av folkmassan kan inte vara utan någon sanning. Jag tänker inte säga till dig att jag stödjer detta ställningstagande, men låt oss säga att jag trots allt fortfarande undrar lite i denna fråga."

### Basinkomst
Christine Boutin har åtminstone sedan 2006 varit en öppen förespråkare för basinkomst (medborgarlön). Under presidentvalskampanjen 2011, i vilken hon själv deltog som en kandidat, förnyade hon sitt stöd för idén. Hon menade att basinkomst för alla fransmän, från födseln, borde införas. Och att detta system borde ersätta alla de "hundratals bidragssystem som ingen förstår någonting av". 